# Claudio Giorgi
Claudio Giorgi (eigentlich Claudio Giorgiutti, * 1944 in Tarcento) ist ein italienischer Schauspieler und Filmregisseur.

## Leben
Giorgi war als Schauspieler vornehmlich in Fotoromanzi aktiv; gelegentlich konnte man ihn auch in Film-Nebenrollen sehen. Ab Mitte der 1970er Jahre wirkte er auch als Produktionssekretär und dann als Regisseur. Für seine dabei ab 1977 entstandenen Erotikfilme wählte er meist das Pseudonym Claudio de Molinis. Für seine beiden früheren Thriller hatte er auch das Drehbuch beigesteuert.
Giorgi war mit seiner Kollegin Raika Juri verheiratet.

## Filmografie (Auswahl)

### Als Regisseur
- 1977: Ein Mann für eine Nacht (Candido erotico)
- 1980: Country Lady (Tranquille donne di campagna)

### Als Darsteller
- 1974: Zwei durch dick und dünn (Che botte, ragazzi!)
- 1977: Yellow Emanuelle (Il mondo dei sensi di Emy Wong)